# Floridastrom

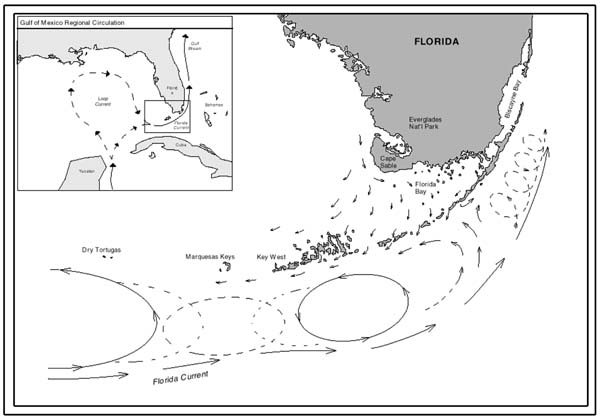

Der Floridastrom ist eine warme Meeresströmung entlang der Südostküste des US-Bundesstaates Florida.
Er ist die Fortsetzung der Karibischen Strömung, durchfließt die Floridastraße zwischen Florida und Kuba in östliche Richtung und biegt dann zwischen Florida und den Bahamas nach Nordosten ab. Nördlich der Bahamas vereinigt er sich mit dem Antillenstrom zum Golfstrom.
Er ist Teil des großen atlantischen Stromrings bestehend aus dem Portugalstrom, dem Kanarenstrom, dem Nordäquatorialstrom, dem Antillenstrom, dem Floridastrom, dem Golfstrom und dem Nordostatlantischen Strom.
Der Floridastrom befördert etwa 32·106 m3 Wasser pro Sekunde (32 sv), bei einer Geschwindigkeit von 1,8 m/s.